# Красавица из Дурреса

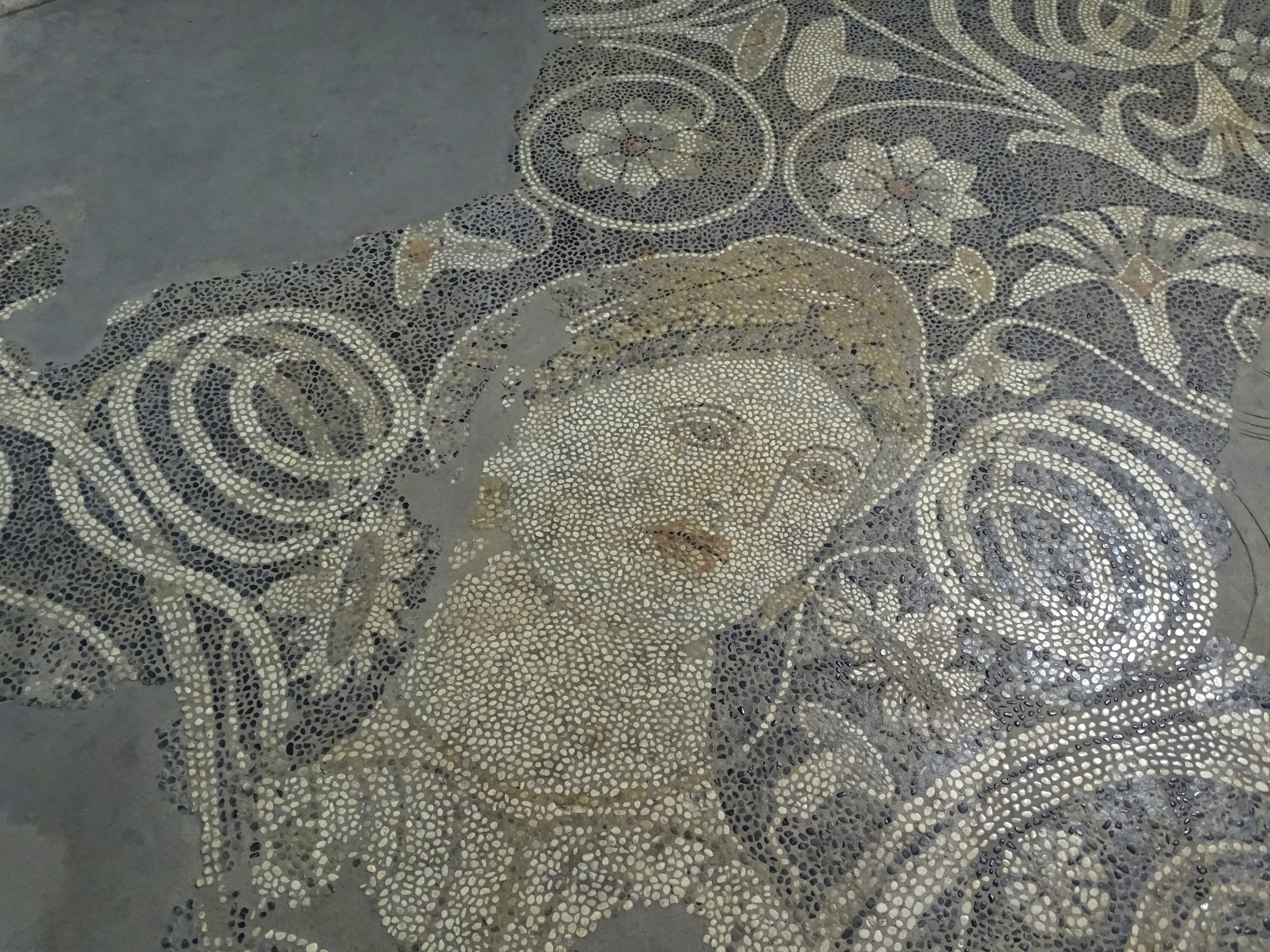
Мозаика

«Красавица из Дурреса» (алб. Bukuroshja e Durrësit) ― название полихроматической мозаики, создание которой датируется IV веком до нашей эры (это делает её самой древней мозаикой, обнаруженной на территории Албании). Мозаика площадью 9 м2 имеет эллиптическую форму, на ней изображена женская голова на чёрном фоне, окружённая цветами (гиацинт, лилия и колокольчик) и другими растительными элементами. 

## История
Мозаика была обнаружена в 1916 году в Дурресе в разгар Первой мировой войны, когда город был оккупирован войсками Австро-Венгрии. Во время работы по строительству бомбоубежищ военные инженеры наткнулись на эту мозаику на глубине 3,8 метра под зданием, расположенным в квартале Варош. Австрийский археолог Камилло Прашникер осмотрел мозаику в апреле 1918 года, после чего включил её изображение в свою статью «Музахия и Малакастра: Археологические исследования в Центральной Албании» (нем. Muzakhia und Malakastra: archäologische Untersuchungen in Mittelalbanien) и назвал мозаику шедевром (данная статья была опубликована в Вене в 1920 году).
После окончания войны «Красавица из Дурреса» была потеряна и заново обнаружена археологом Вангьелом Точи в 1947 году. В 1982 году мозаика была выставлена в зале античных экспонатов Национального исторического музея в Тиране, где её можно увидеть и сегодня.

## Описание
Мозаика имеет ширину около 5,1 метра в самом широком месте и около 3 метров в самом узком месте. Изображение сделано из необработанных окрашенных камешков и до сих пор находится в довольно хорошем состоянии. Мозаика представляет собой яркий пример сочетания мотивов эллинистического и иллирийского искусства, со стилистической точки зрения она напоминает мозаики того же периода, обнаруженные в Пелле, некогда входившей в состав Древней Македонии.
Существует по крайней мере две теории, касающиеся портрета женщины на мозаике. По словам историка и археолога Мойкома Зеко, её изображение можно сопоставить с рисунками на амфорах, найденных в Апулии и других частях Южной Италии. Если это предположение верно, то «Красавица из Дурреса» представляет собой портрет критской богини Илифии. Археолог Африм Хоти считает, что мозаика изображает Ауру ― спутницу богини Артемиды в греческой мифологии.